# Telč vasútállomás
Telč vasútállomás egy csehországi vasútállomás, Telč városban, a központtól keletre.

## Szomszédos állomások
A vasútállomáshoz az alábbi állomások vannak a legközelebb:
- Mysliboř (Kostelec u Jihlavy, Kostelec u Jihlavy–Slavonice-vasútvonal)
- Telč-Staré Město (Slavonice, Kostelec u Jihlavy–Slavonice-vasútvonal)

## Galéria

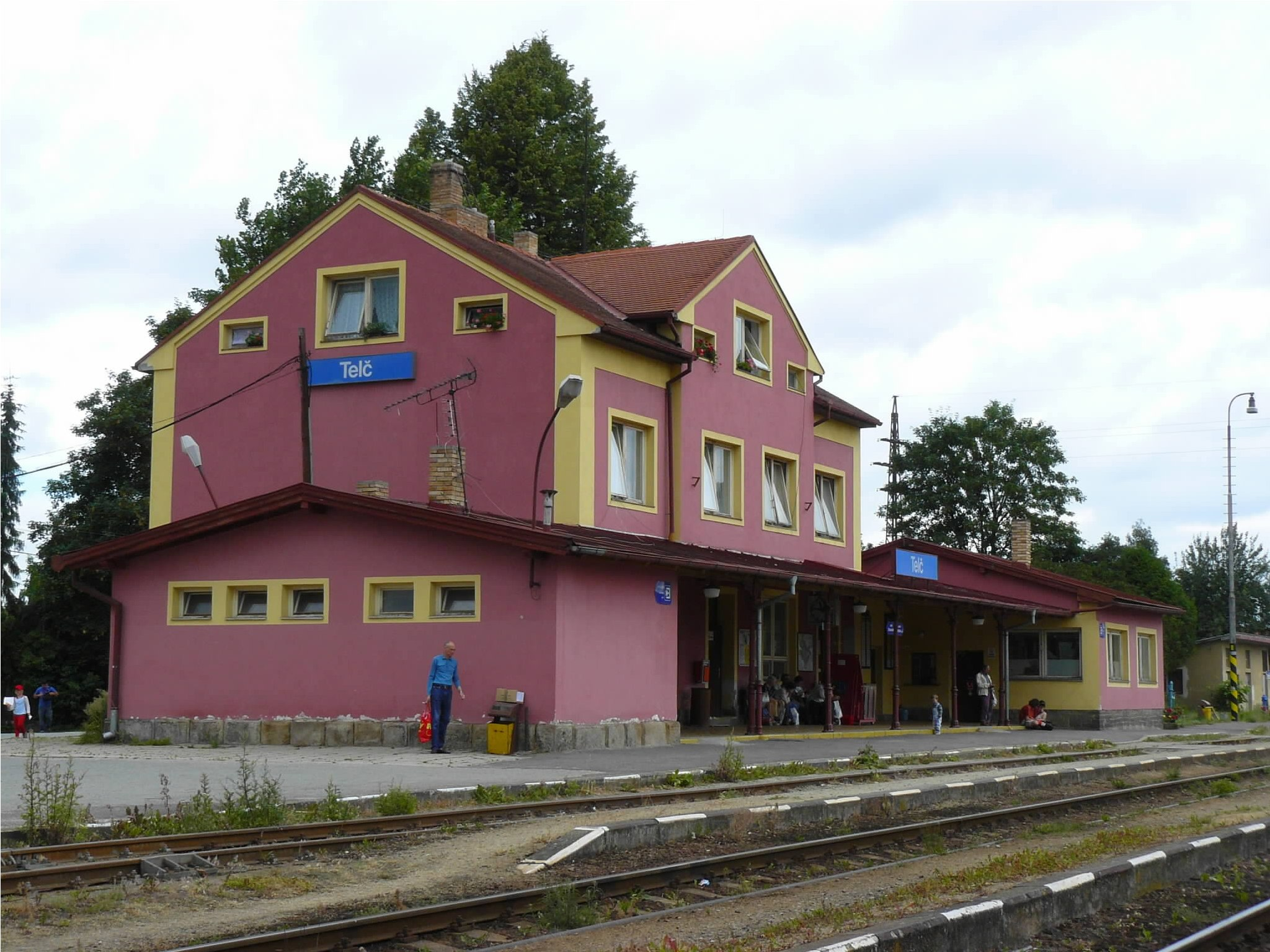
Az állomás a felújítás előtt
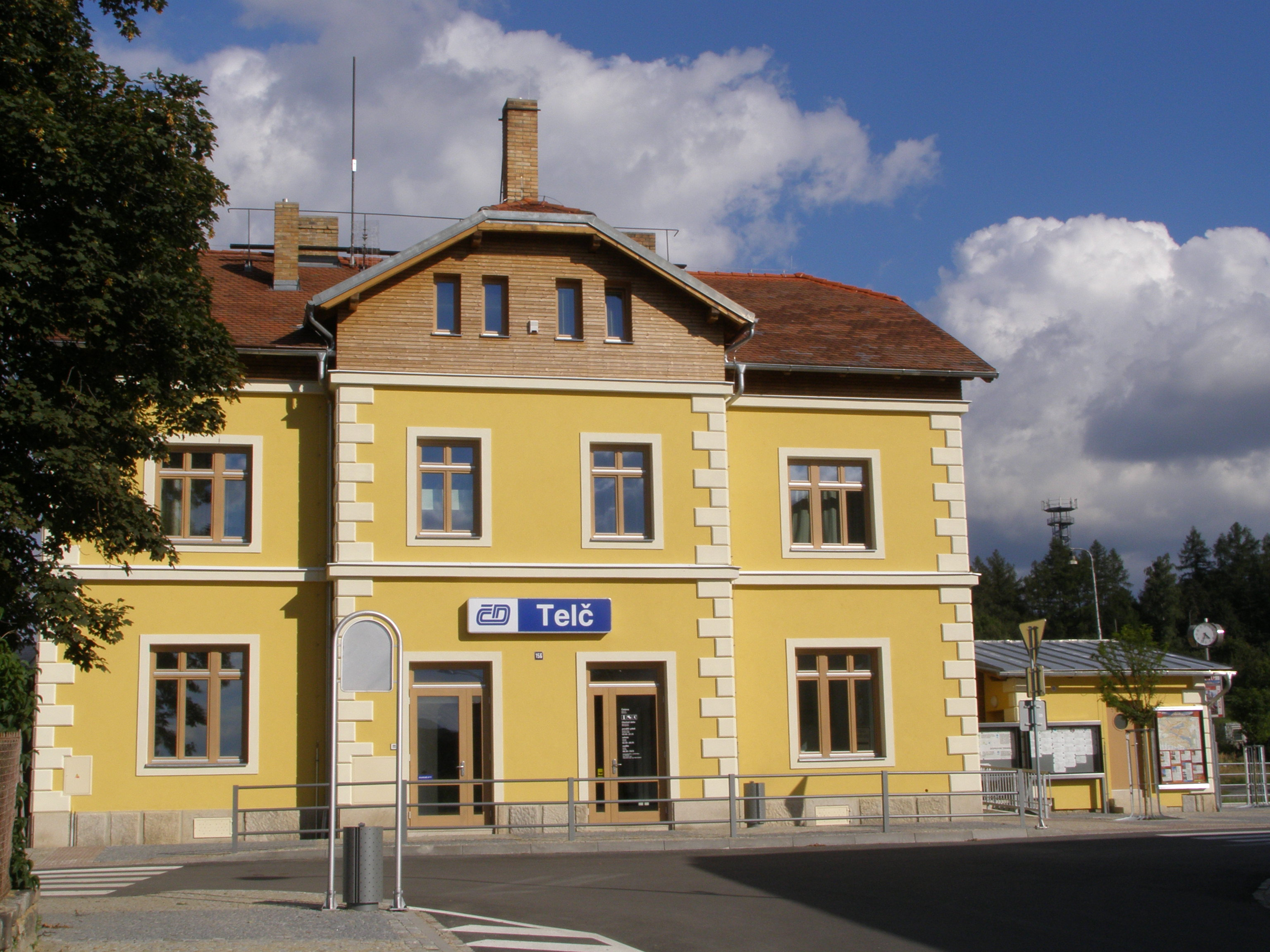
Az állomás kívülről
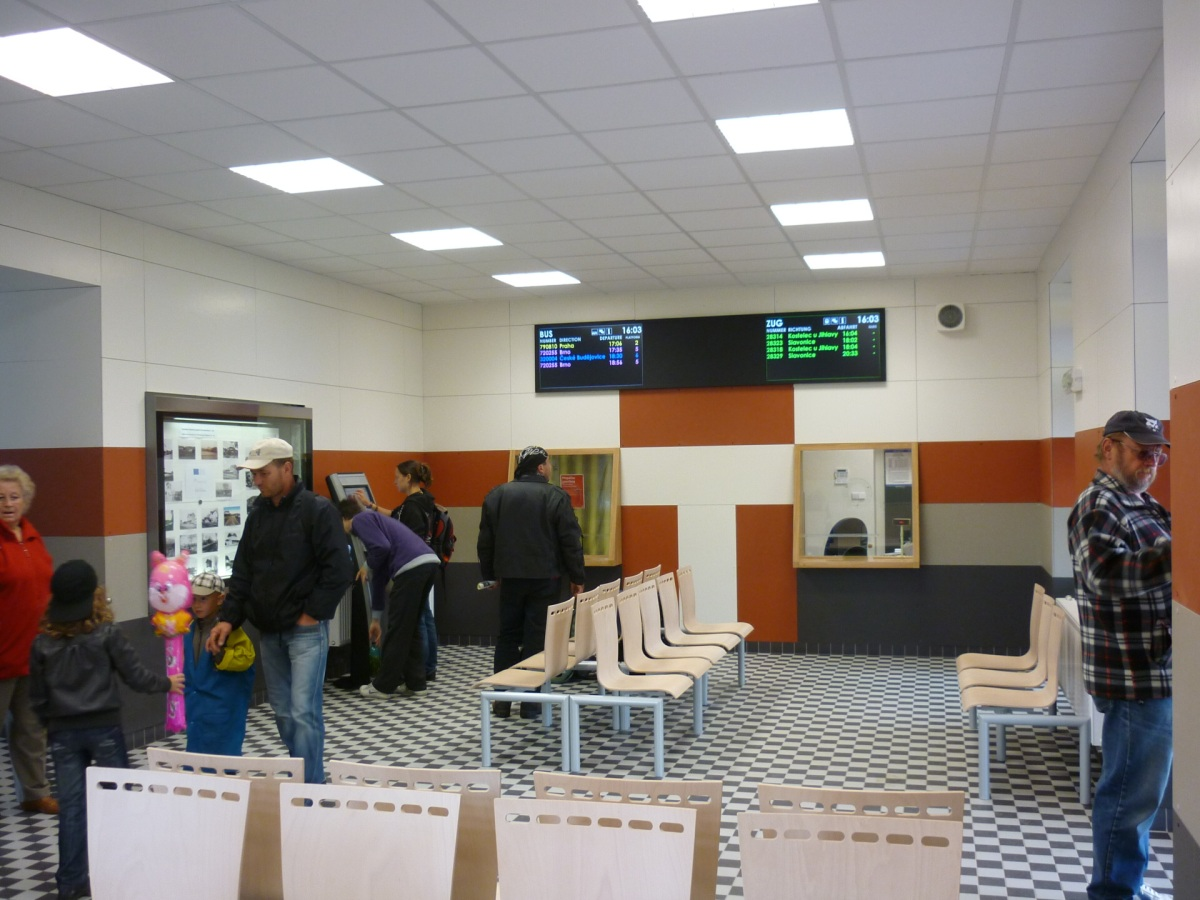
Az állomás belülről
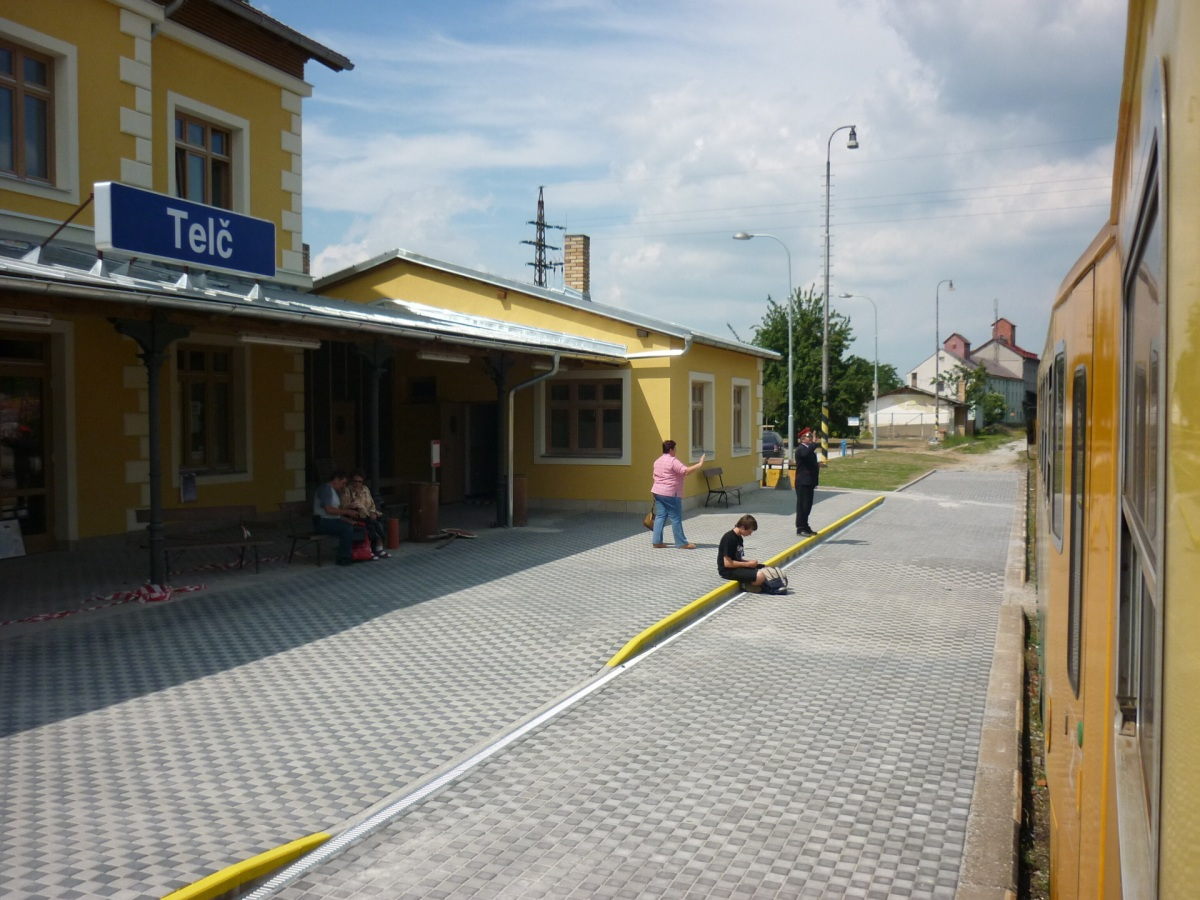
Az állomás egy vonatból